# Thais Brady
Thais Brady es una deportista venezolana que compitió en taekwondo. Ganó dos medallas de bronce en el Campeonato Panamericano de Taekwondo en los años 1986 y 1990.

## Palmarés internacional
| Campeonato Panamericano | Campeonato Panamericano | Campeonato Panamericano | Campeonato Panamericano |
| Año                     | Lugar                   | Medalla                 | Categoría               |
| ----------------------- | ----------------------- | ----------------------- | ----------------------- |
| 1986                    | Guayaquil (Ecuador)     | Medalla de bronce       | –47 kg                  |
| 1990                    | Bayamón (Puerto Rico)   | Medalla de bronce       | –51 kg                  |